# Sarcophaga masaiana
Sarcophaga masaiana är en tvåvingeart som beskrevs av Andy Z. Lehrer 2005. Sarcophaga masaiana ingår i släktet Sarcophaga och familjen köttflugor.
Artens utbredningsområde är Kamerun. Inga underarter finns listade i Catalogue of Life.